# Авио-такси
Авио-такси (енгл. air taxi) је назив за транспортне услуге које обављају авио-компаније. Реч је о могућности правног или физичког лица да унајми авион са сврхом путовања или транспорта до жељене локације. Разлика између чартер саобраћаја и авио-такси саобраћаја је у томе што у случају авио-такси саобраћаја једно физичко или правно лице може да унајми целу летелицу, док код чартер саобраћаја мора да постоји одређена квота испуњености летелице да би лет уопште био остварен. Авио-такси сабраћај се углавном обавља малим пословним авионима, пружајући услуге ВИП (VIP) особама, пословним људима којима је обична авио услуга у нескладу са обавезама и сл.

## Авио-такси компаније у Србији
- Јат ервејз (обавља авио-такси делатност преко своје пилотске академије из Вршца)
- Ер Пинк
- Принц Авијација
- Пеликан